# Wojna na górze
Wojna na górze – popularna nazwa konfliktu, który wybuchł w 1990 między Lechem Wałęsą, przewodniczącym Niezależnego Samorządnego Związku Zawodowego „Solidarność”, a rządem Tadeusza Mazowieckiego.
Wojna na górze była efektem ogniskującego w „Solidarności” konfliktu wewnętrznego pomiędzy solidarnościową lewicą i jej głównym ideologiem Adamem Michnikiem a prawicą z Jarosławem Kaczyńskim na czele. Pomiędzy zwaśnionymi stronami był lider „Solidarności” Lech Wałęsa.

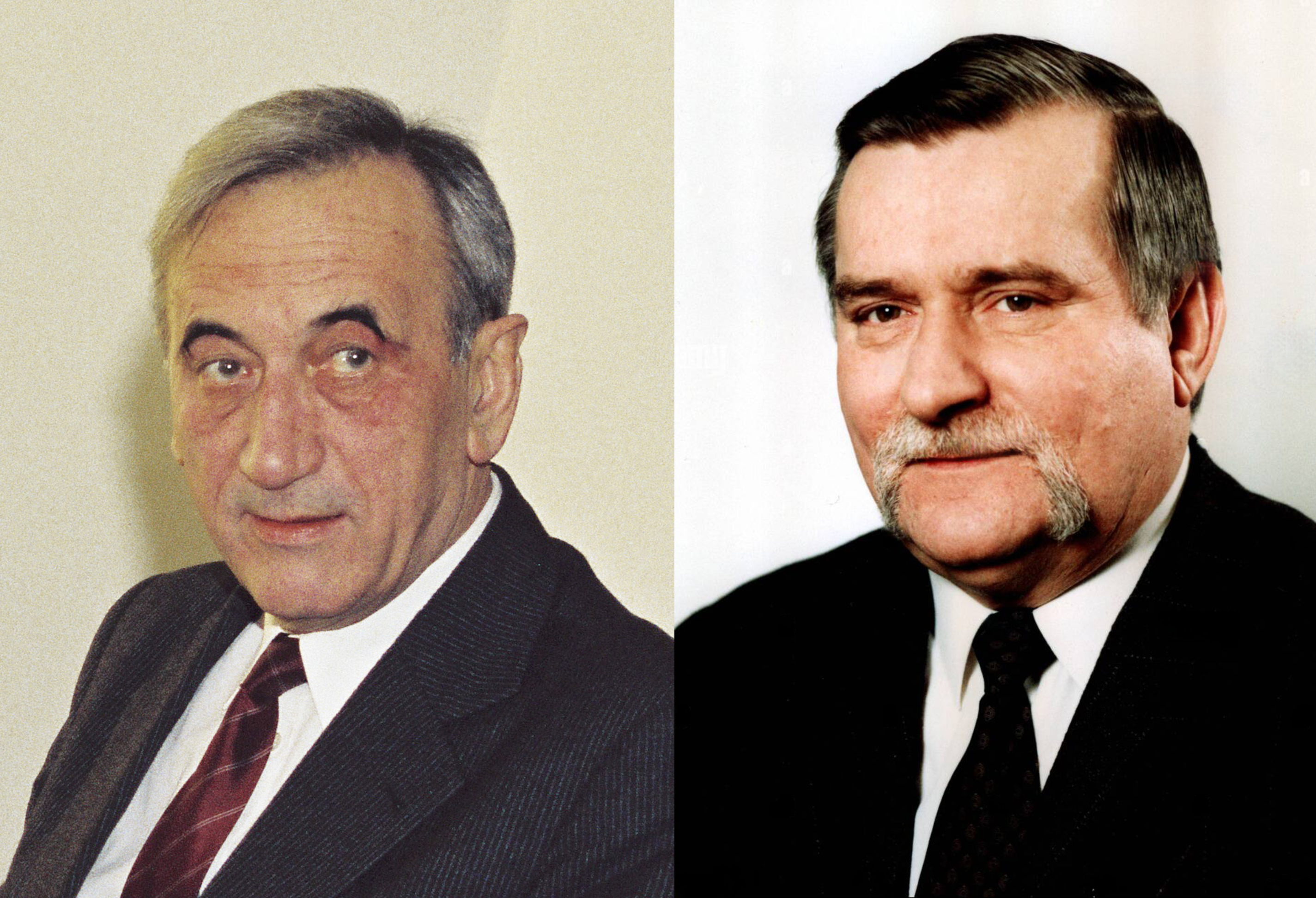
Tadeusz Mazowiecki - premier Polski w latach 1989-91, kandydat na prezydenta Polski 1990 z ramienia UD oraz Lech Wałęsa - prezydent Polski w latach 1990-95 z ramienia Solidarności

## Przebieg konfliktu
Istnienie rządu Tadeusza Mazowieckiego ograniczyło znacznie wpływy Wałęsy, który zaczął działać jako przewodniczący związku zawodowego, krytykując działania rządu – Związek zawodowy musi reprezentować swoich członków. Przyszliśmy tu nie po to, by sobie przeszkadzać, ale musimy zacząć się kłócić. W lutym 1990 zarzucał rządowi wolną realizację programu politycznego „Solidarności”, m.in. powolne usuwanie nomenklatury, co miało według niego pozyskać zgodę społeczną na gospodarczą rewolucję. Rząd odpowiedział, że zmiany wymagają czasu i najważniejsze są kompetencje i lojalność.
Za początek konfliktu uważa się posiedzenie Komitetu Obywatelskiego 24 czerwca 1990. Wcześniej Lech Wałęsa udzielił wywiadu Gazecie Wyborczej, w którym skrytykował Tadeusza Mazowieckiego i Bronisława Geremka oraz przedstawił swoją wizję prezydentury. Dzień później rzecznik rządu Małgorzata Niezabitowska przeprowadziła atak na Wałęsę, nazywając go „przyspieszaczem z siekierą”.
Posiedzenie Komitetu Obywatelskiego Lech Wałęsa rozpoczął od ataku na Jerzego Turowicza, żądając wyjaśnienia wcześniejszych krytycznych wypowiedzi wobec niego. Wystąpienie to doprowadziło do gniewnych reakcji kilku uczestników, co ostatecznie przesądziło o przebiegu obrad i zmieniło merytoryczną dyskusję w awanturę.
Aleksander Hall: Bardzo szanuję Lecha Wałęsę, jako towarzysza wspólnej drogi (...). Natomiast chcę powiedzieć wyraźnie (...): nie uważam go za dobrego kandydata na prezydenta Rzeczpospolitej.
W odpowiedzi otrzymał podobną opinię na temat siebie jako ministra.
Bronisław Geremek: Nigdy, panie Lechu, takich słów z pana ust nie słyszałem. Gdybym słyszał, to bym nie był razem z panem. (...) I pytam, co się zmieniło, panie Lechu, co się stało?
Ocenił również, że Wałęsa może zostać prezydentem „tylko drogą ulicy”.
Reprezentant Porozumienia Centrum Stefan Kurowski gwałtownie zaatakował rząd.
Stefan Kurowski: Muszę powiedzieć, że nie dołączę się do pudła apologetów premiera Mazowieckiego i jego rządu. (...) Głównym nurtem tego rządu jest spowalnianie procesów przemian. To jest dewiza Mazowieckiego i ludzi, którzy z nim współpracują
Wtórował mu Jarosław Kaczyński.
Jarosław Kaczyński: Interesy dawnej nomenklatury i interes społeczeństwa są ze sobą sprzeczne. Układ okrągłego stołu, który próbuje je złagodzić, jest zgubny dla spokoju społecznego. Hybrydalny system władzy Jaruzelski-Mazowiecki musi przestać istnieć.
Andrzej Wielowieyski: Udało się tyle zrobić w ciągu tych 10 miesięcy, bo większość społeczeństwa odczuła, że kraj zmienia się według nowej moralności, a autorytety działały razem. Wałęsa uderza z boku, niszcząc społeczną nadzieję.
Lech Wałęsa: Pan mnie oskarżył o sianie niepokoju. Niech pan to udowodni.
Wielowieyski powołał się na sondaże.
Lech Wałęsa: Stłucz pan termometr, nie będziesz miał pan gorączki.
Adam Michnik: Tu na tej sali demokracja znalazła się w niebezpieczeństwie.
Adam Michnik niezadowolony z określenia go „lewicą laicką” oświadczył:
Jeśli ja jestem lewicą laicką i kryptokomunistą, to wy, szanowni moi antagoniści, jesteście po prostu świniami.
Wałęsa tak uzasadniał cel swoich działań: Potrzebna jest wojna na górze, by na dole był spokój. (...) Wziąłem sobie urlop, kiedy Tadeusz Mazowiecki został premierem. Dzisiaj schodzę z urlopu. Jednak Lech Wałęsa stał się częścią tej politycznej gry, nadając jej jeszcze większego dynamizmu.

## Skutki
Bezpośrednim efektem tego konfliktu było:
- rozbicie jedności ugrupowań wywodzących się z NSZZ „Solidarność” i podział tego środowiska na zwolenników Lecha Wałęsy (Porozumienie Centrum, z którego wywodzi się obecne Prawo i Sprawiedliwość) i rządu Mazowieckiego (Ruch Obywatelski Akcja Demokratyczna, z którego narodziły się późniejsze: Unia Demokratyczna, Unia Wolności oraz Unia Europejskich Demokratów). Wielu zwolenników ROAD zasiliło w 2001 szeregi Platformy Obywatelskiej.
- wystawienie w wyborach prezydenckich z 25 listopada 1990 dwóch kandydatów z obozu solidarnościowego: Lecha Wałęsy i Tadeusza Mazowieckiego.